# Loisy-sur-Marne
Loisy-sur-Marne es una comuna francesa situada en el departamento de Marne, en la región Gran Este.

## Demografía
| 837 | 902 | 874 | 926 | 893 | 893 | 1099 |
| Para los censos de 1962 a 1999 la población legal corresponde a la población sin duplicidades (Fuente: INSEE [Consultar]) |     |     |     |     |     |      |